# المسيح (أغنية)
أغنية المسيح غناها العندليب الراحل عبد الحليم حافظ في قاعة ألبرت هول في مدينة لندن أمام أكثر من 8 آلاف متفرج بعد حرب 1967 وتبرع بأجره لصالح المجهود الحربي، كتب كلماتها الشاعر عبد الرحمن الأبنودي ولحنها بليغ حمدي ووزع موسيقاها علي إسماعيل، هناك تسجيلين للأغنية. أحدهما يغني فيه عبد الحليم صلبوه نفس اليهود، والآخر يغني فيه خانوه نفس اليهود، وعلى الأغلب أن تغيير كلمة «صلبوه» إلى «خانوه» جاءت بعد اعتراض علماء الأزهر.

## كلماتها[1]
ياكلمتي لفي ولفي الدنيا طولها وعرضها
وفتحي عيون البشر للي حصل علي ارضها
علي ارضها طبع المسيح قدمه
علي ارضها نزف المسيح ألمه
في القدس في طريق الآلام..وفي الخليل رنت تراتيل الكنايس
في الخلا صبح الوجود إنجيل
تفضل تضيع فيك الحقوق لامتي ياطريق الآلام
وينطفي النور في الضمير وتنطفي نجوم السلام
ولامتي فيك يمشي جريح..ولامتي فيك يفضل يصيح
مسيح ورا مسيح ورا مسيح علي أرضها
تاج الشوك فوق جبينه وفوق كتفه الصليب
دلوقت ياقدس ابنك زي المسيح غريب غريب
تاج الشوك فوق جبينه وفوق كتفه الصليب
خانوه... خانوه نفس اليهود
ابنك ياقدس زي المسيح لازم يعود..علي أرضها